# Балерина (фильм, 1969)
«Балерина» (другое название: «Поэма о танце») — советский цветной фильм-концерт 1969 года режиссёра Вадима Дербенёва, он же выступил оператором фильма. Посвящён творчеству народной артистки СССР балерины Майи Плисецкой.

## В фильме представлены хореографические номера
- Камиль Сен-Санс «Лебедь» — Майя Плисецкая.
- Александр Глазунов «Раймонда» — Майя Плисецкая (Раймонда), Николай Фадеечев (Де Бриен).
- Иоганн Себастьян Бах «Прелюдия» — Майя Плисецкая, Николай Фадеечев, хореографы — Наталия Касаткина, Владимир Василёв.
- Жорж Бизе — Родион Щедрин «Кармен-сюита», балет — Майя Плисецкая (Кармен), Николай Фадеечев (Хозе), Сергей Радченко (Тореро), Александр Лавренюк (Коррехидор), Наталия Касаткина (Рок), Наталья Рыженко, В. Кохановская и артисты балета ГАБТ СССР, хореограф — Альберто Алонсо.

## Съёмочная группа
- Режиссёр-постановщик и главный оператор: Вадим Дербенёв
- Художник: Леван Шенгелия
- Балетмейстер-репетитор: Лев Поспехин
- Музыкальные консультанты: Михаил Чулаки, Родион Щедрин
- Звукооператор: Яков Харон
- Режиссёр: И. Парамонов
- Оператор: В. Пищальников
- Монтажёр: Нина Петрыкина
- Художники по костюмам: В. Клементьев, Б. Мессерер
- Художник-гримёр: Л. Калева
- Ассистент художника: С. Портной
- Мастер по свету: М. Вайсман
- Музыкальный редактор: Р. Лукина
- Редактор: Н. Боярова
- Директор картины: Г. Лукин
- Симфонический оркестр государственного академического Большого театра СССР (дирижёр: Геннадий Рождественский)

## Премьера
Премьера фильма состоялась 27 февраля 1970 года. За первый год кинопроката картину посмотрели 1,2 млн зрителей.

## Награды
- В результате опроса зрителей аргентинскими критиками, музыковедами — премия лучшему балетному фильму 1972 г. на экранах Аргентины (1972)[4].